# Prevalle
Prevalle ist eine norditalienische Gemeinde (comune) mit 6872 Einwohnern (Stand 31. Dezember 2023) im Val Sabbia der Provinz Brescia in der Lombardei. Die Gemeinde liegt etwa 14 Kilometer ostnordöstlich von Brescia am Chiese. Zum Gardasee sind es 11 Kilometer in östlicher Richtung.

## Geschichte
Die Gemeinde wurde 1928 aus den Gemeinden Goglione di Sopra und Goglione di Sotto gebildet.

## Verkehr
Durch die Gemeinde führt die Strada Statale 45 bis Gardesana Occidentale von Cremona bis nach Trient.